# Монорельс Сёнан
Монорельс Сёнан (яп. 湘南モノレール Сёнан монорэ:ру) — монорельсовая линия между городами Камакура и Фудзисава, префектура Канагава. Монорельс построен компанией Mitsubishi Heavy Industries по технологии компании SAFEGE, был открыт 7 марта 1970 года. Эксплуатируется компанией Shonan Monorail Co., Ltd. Поезда курсируют по системе длиной в 6,6 км, которая называется линией Эносима.

## История
Монорельс был построен компанией Mitsubishi Heavy Industries. Линия открылась 7 марта 1970 года между станциями Офуна и Ниси-Камакура. Остальная часть введена в эксплуатацию 1 июля 1971 года.
До 2018 года монорельс частично принадлежал Keihin Kyuko Electric Railway, потому что линия проходила через их платную дорогу. Seibu Railway также инвестировала в компанию, потому что Kokudo, дочерняя компания Seibu Group, застраивала землю вокруг станции Катасэяма. В мае 2015 года большинство акций монорельса были переданы Michinori Holdings, а в 2018 году Shonan Monorail Co., Ltd. стала их дочерней компанией.

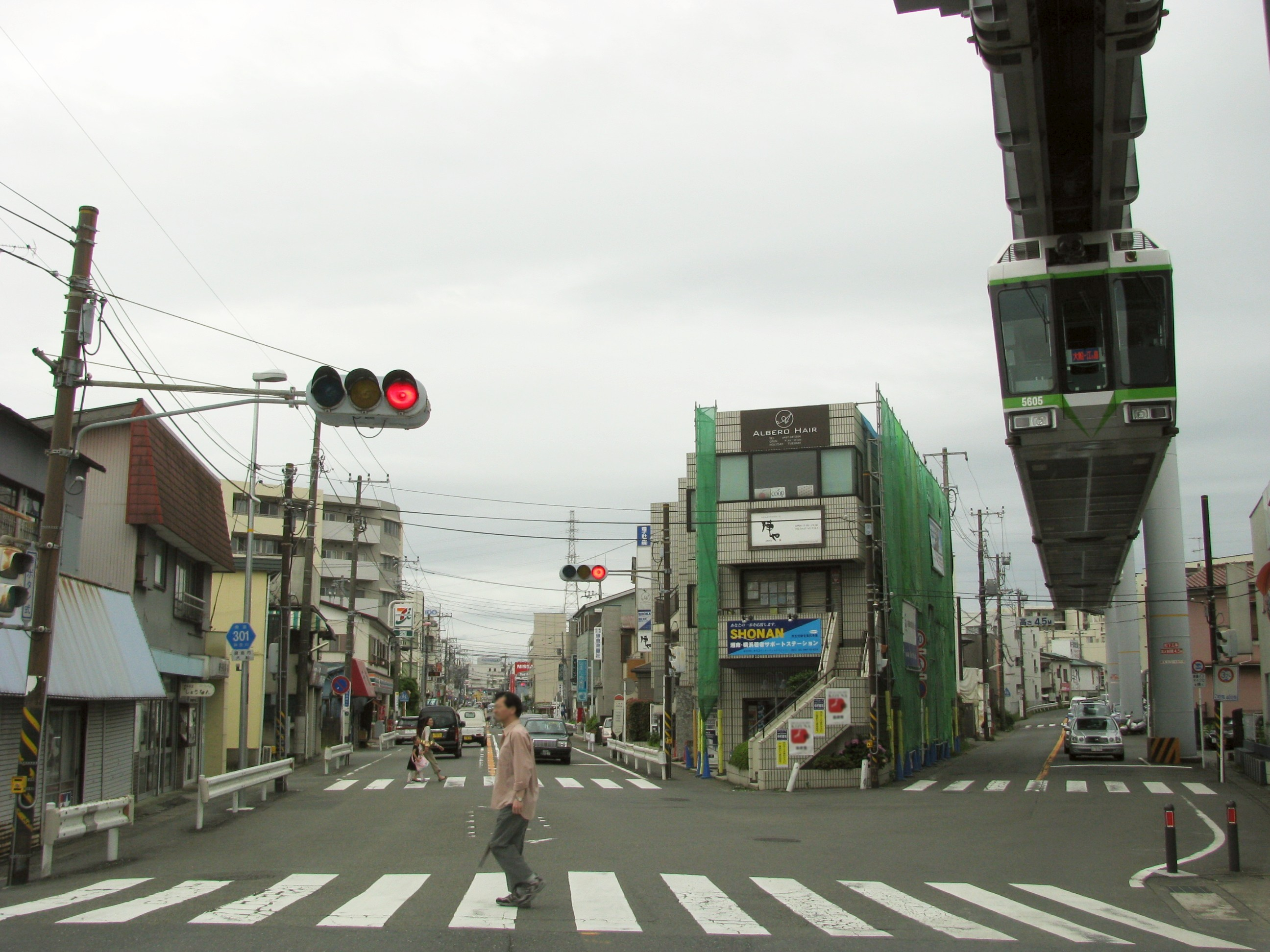
Поезд монорельса на станции Офуна, 2011

С 2018 года монорельс Сёнан является побратимом вуппертальской подвесной дороги.

## Описание
Линия Эносима имеет длину в 6,6 км. Конечными являются станции Офуна и Эносима, всего есть шесть остановок. Средняя продолжительность одной поездки составляет 14 минут. Линия включает в себя два туннеля (между станциями Сёнан-Фукасава и Ниси-Камакура, а также между станциями Медзироямасита и Сёнан-Эносима). По состоянию на июль 2016 года на линии используются семь трёхвагонных поездов серии 5000 с алюминиевыми кузовами. Данная модель оснащена устройством управления ЧУП и рекуперативным тормозом, обеспечивающим плавное ускорение и торможение.

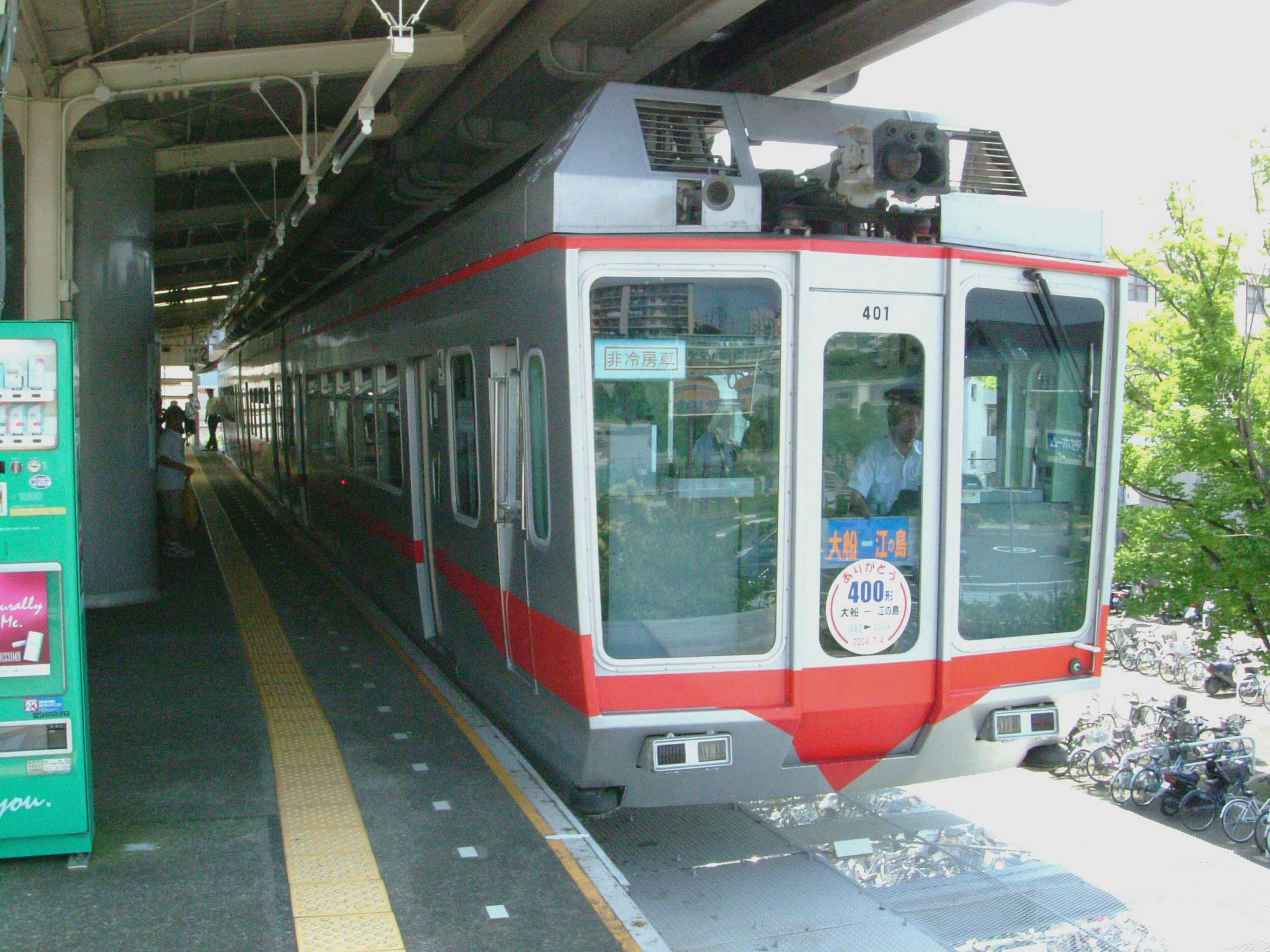
Серия 400 в 2004
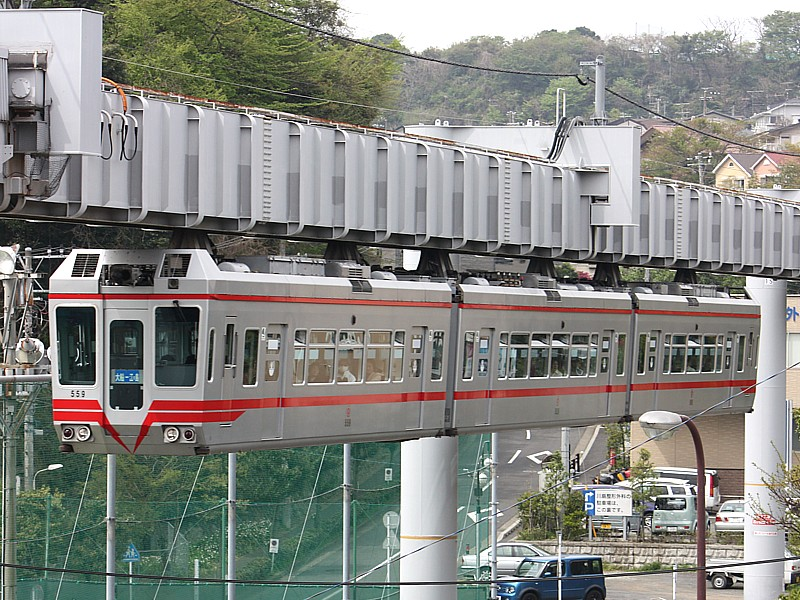
Серия 500 в апреле 2008

Изначально подвижной состав состоял из шести двухвагонных поездов серии 300, построенных Mitsubishi Heavy Industries. С февраля 1975 года количество вагонов увеличилось до трёх. Последний поезд серии 300 был списан к июлю 1992 года. Поезда серии 500, представленные в 1988 году, имели кондиционер. Последний поезд данной модели был выведен из эксплуатации 26 июня 2016 года.